# Mittlerer absoluter Fehler
Der mittlere absolute Fehler (englisch: Mean Absolute Error, kurz: MAE) ist eine Größe der Statistik, mit deren Hilfe die Genauigkeit von Vorhersagen bestimmt werden kann.

## Definition
Der mittlere absolute Fehler ist wie folgt definiert:
{\displaystyle MAE={\frac {1}{n}}\textstyle \sum _{i=1}^{n}\displaystyle \mid {\hat {Y}}_{i}-Y_{i}\mid },
wobei folgende Variablen Verwendung finden:
{\displaystyle n}: Anzahl der Vorhersagewerte
{\displaystyle {\hat {Y}}_{i}}: Vorhersagewerte
{\displaystyle Y_{i}}: Beobachtungswerte
Der MAE ist eine Bewertung einer Vorhersage, die größenabhängig ist. Um Vergleiche anstellen zu können, müssen die verglichenen Größen die gleiche Einheit haben.
Der MAE beschreibt lediglich die Höhe der Abweichung der Vorhersage von der Beobachtung, nicht jedoch die Abweichungsrichtung (positive oder negative Abweichung). Um dies zu ermitteln muss der mittlere Fehler oder die Verzerrung ermittelt werden.

## Normalisierter mittlerer absoluter Fehler
Damit der MAE größenordnungsunabhängig gestaltet werden kann, muss er normalisiert werden. Dies wird dadurch ermöglicht, dass der MAE entweder durch das Stichprobenmittel oder durch die Intervalllänge dividiert wird. Für die Bildung des Mittelwerts oder der Intervalllänge kann entweder die Vorhersage oder die Beobachtung herangezogen werden.
Für die Normalisierung mit dem Mittelwert gilt folgende Formel:
{\displaystyle nMAE={\frac {MAE}{{\frac {1}{n}}\textstyle \sum _{i=1}^{n}\displaystyle Y_{i}}}}   oder   {\displaystyle nMAE={\frac {MAE}{{\frac {1}{n}}\textstyle \sum _{i=1}^{n}\displaystyle {\hat {Y}}_{i}}}}
Für die Normalisierung mit der Intervalllänge gilt folgende Formel:
{\displaystyle nMAE={\frac {MAE}{Y_{\text{max}}-Y_{\text{min}}}}}   oder   {\displaystyle nMAE={\frac {MAE}{{\hat {Y}}_{\text{max}}-{\hat {Y}}_{\text{min}}}}}
Ob der Mittelwert oder die Reichweite zur Bildung des normalisierten MAE verwendet wird, hängt von den zu bewertenden Daten ab. Sind diese periodisch, wie zum Beispiel Einstrahlungsdaten des Sonnenlichts, ist es sinnvoller, die Intervalllänge zu nutzen.